# كيرك باول
كيرك باول (17 يونيو 1972 - ) (بالإنجليزية: Kirk Powell) هو لاعب كريكت جامايكي. شارك في دورة ألعاب الكومنولث 1998.